# Buerarema
Buerarema é um município brasileiro situado no interior e sul do estado da Bahia. Faz parte da microrregião de Ilhéus-Itabuna e da mesorregião do Sul Baiano, além de integrar a região imediata de Ilhéus-Itabuna e a região intermediária de Ilhéus-Itabuna. Localiza-se às margens da rodovia BR-101. Conta com duas agências bancárias e um hospital. Com relação à água, o Rio Una abastece a cidade, assim como ocorre também com São José da Vitória.
O município já foi chamado de Macuco, devido ao grande número de macucos na região.
Os nativos de Buerarema são chamados bueraremenses.

## Topônimo
"Buerarema" é uma palavra originária da língua tupi. Significa "madeira fedida", através da junção dos termos ybyrá (árvore, madeira) e rema (fedido).

## História
No século XVI, na época da chegada dos primeiros exploradores portugueses à região, a mesma era habitada pelos índios das etnias tupiniquim e aimoré. Com a divisão do Brasil em capitanias hereditárias pelo governo português, a região passou a pertencer à Capitania de Ilhéus Com o fracasso das capitanias hereditárias, passou a pertencer à Província da Baía.
O povoamento do território iniciou-se por volta de 1910, especialmente por flagelados das secas que assolaram os sertões da Bahia e Sergipe. Estabelecendo-se à margens do ribeirão do Macuco, os imigrantes formaram o povoado com a mesma denominação. A partir de 1922, o arraial tomou novo impulso de crescimento, com a abertura da estrada Pontal-Macuco, via de escoamento da produção. Em 1943, alterou-se o topônimo para Buerarema. Seu primeiro prefeito foi Paulo Portela, eleito em 1962 e empossado em 1963.

## Reivindicação indígena

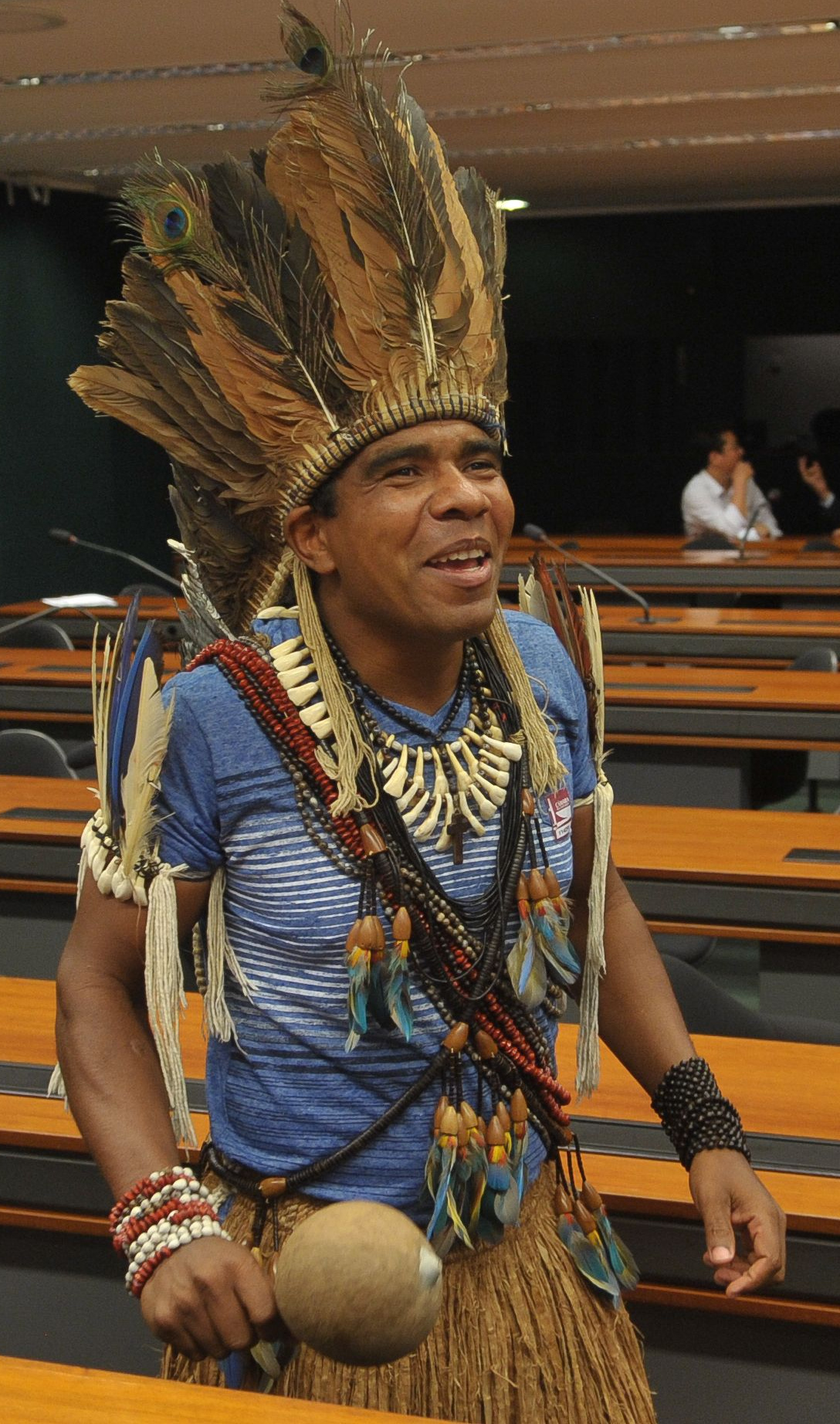
Babau Tupinambá em 2014

No período entre 1910 e 1930, surgiu a figura da liderança indígena tupinambá Caboclo Marcelino, que lutava pelo reconhecimento do direito à terra dos índios de sua etnia, os Tupinambá de Olivença.
No início do século XXI, ganhou notoriedade o controverso índio Babau, que encabeça o movimento dos índios tupinambás reivindicando territórios de Olivença. fazendo uso da violência e coação contra as famílias de pequenos agricultores, obrigando-os a cadastrarem-se como indígenas para fortalecer o movimento indígena. No caso da família do agricultor se recusasse, estariam sujeitos a ameaças de morte e ter suas terras invadidas.
O conflito culminou em 2014, quando depois de sofrer diversas ameaças, o pequeno agricultor Juraci Santana, representante do Assentamento Ipiranga, foi assassinado na frente da sua esposa e filha por três homens encapuzados. O assentamento possuía cerca de 40 famílias e os caciques da região frequentemente assediavam os agricultores para que estes se tornassem autodeclarados tupinambás. No evento, a população da cidade foi tomada pela revolta, a tal ponto que o então Governador Jacques Wagner solicitou ao Governo Federal a presença do Exército Brasileiro para exercer a GLO (Garantia da Lei e da Ordem) Por ser considerado suspeito no assassinato do agricultor, foi emitido mandado de prisão para o cacique Babau. Ao tentar solicitar um passaporte para sair do país, foi constatado o mandado de prisão, e o cacique Babau se entregou sem resistência à Polícia Federal, porém cinco dias depois, uma decisão liminar do Superior Tribunal de Justiça determinou sua libertação, por estarem ausentes os requisitos legais exigidos para a aplicação de prisão temporária.
Em reintegrações de posse, é comum não haver resistência indígena no momento da reintegração; porém após a autoridade policial deixar o local, o agricultor fica novamente à mercê de invasões, inclusive com armas de fogo.

## Geografia

### Municípios limítrofes
- Ilhéus
- Itabuna
- São José da Vitória
- Una[35]

### Área
O município de Buerarema tem uma área territorial de 219,487 km², segundo o Instituto Brasileiro de Geografia e Estatística (IBGE). É o 375° município em área total na Bahia e o 4038° no Brasil. Sua área urbana é de 1,97 km², ocupando a posição 319ª na Bahia e 3562ª no Brasil.

### Bioma
O bioma de Buerarema é a Mata Atlântica.

### Hidrografia
Buerarema é cortada pelo rio Macuco, cujo nome deve-se à ave macuco, conhecida e abundante na região. Os primeiros casebres de Buerarema foram construídos às margens desse rio.

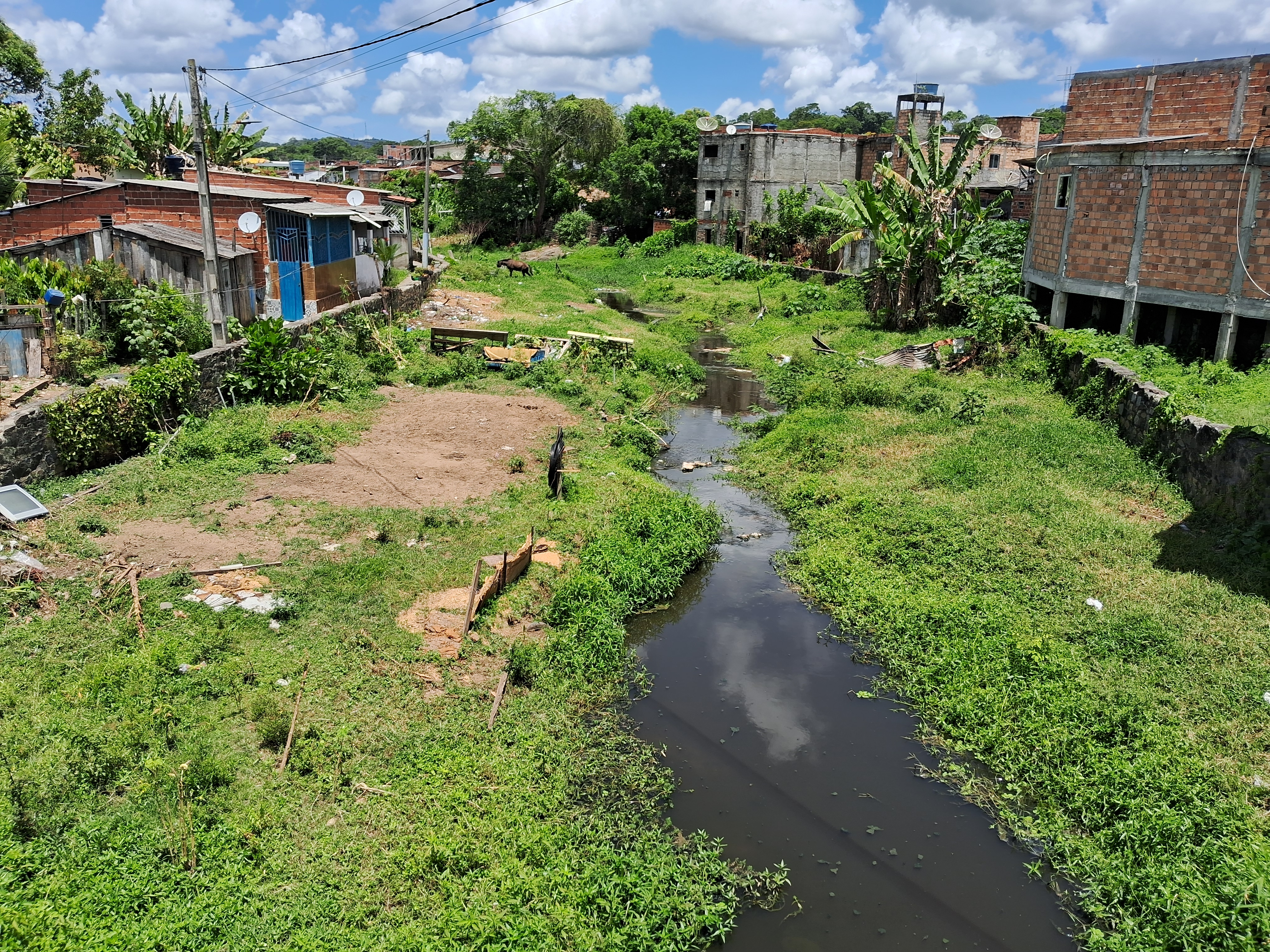
Rio Macuco. À direita, bairro São Bento

### Clima
O clima de Buerarema é tropical, com uma significativa redução das chuvas durante o inverno em comparação com o verão. A temperatura média é 22.9 °C. As temperaturas raramente ficam abaixo de 16 °C ou ultrapassam 33 °C.

## Demografia

### População (censo)
Segundo o Censo 2022 do Instituto Brasileiro de Geografia e Estatística (IBGE), a população de Buerarema era de 14 804 habitantes, ocupando a posição 236ª na Bahia, 825ª no Nordeste e 2226ª no Brasil. Em comparação com o Censo 2010, houve uma queda de -19,44%. Mais dados da população abaixo:
- População (Censo 2022): 14 804.
- População (Censo 2010): 18 605.[47]
- População (Censo 2000): 19 118.[48]
- População (Censo 1991): 20 839.[49]

Conforme se ver, entre os censos de 1991, 2000, 2010 e 2022, a população do município teve uma queda gradativa.

### População (estimativa)
De acordo com a estimativa de 2024 do IBGE, a população do município era de 15 056 habitantes.

### População (urbana, rural e por sexo)
- População urbana (Censo 2010): 15 277.
- População rural (Censo 2010): 3 328.[51]
- População masculina (Censo 2022): 7 217.
- População feminina (Censo 2022): 7 587.[52]

### População (indígena e quilombola)
- População indígena (Censo 2022): 705.
- População quilombola (Censo 2022): 169.[53]

## Economia
Segundo o Instituto Brasileiro de Geografia e Estatística, em 2021, o município de Buerarema tinha um produto interno bruto (PIB) de R$ 208,9 milhões. Seu PIB per capita, em 2021, era de R$ 11 436,46, valor inferior à média do estado da Bahia, que era R$ 23 530,94. No PIB per capita, entre os municípios, Buerarema ocupa a posição 231ª na Bahia e 4491ª no Brasil. Com um pequeno comércio, aproximadamente 46% do seu PIB advém dos serviços. A administração pública tem quase 40% de participação na economia e a indústria tem menos de 5%.
O município destaca-se na produção de cacau e mandioca. É reconhecido pela produção de farinha de mandioca, chegando a ter o título de "Terra da Farinha".
A administração pública é a que mais emprega em Buerarema.

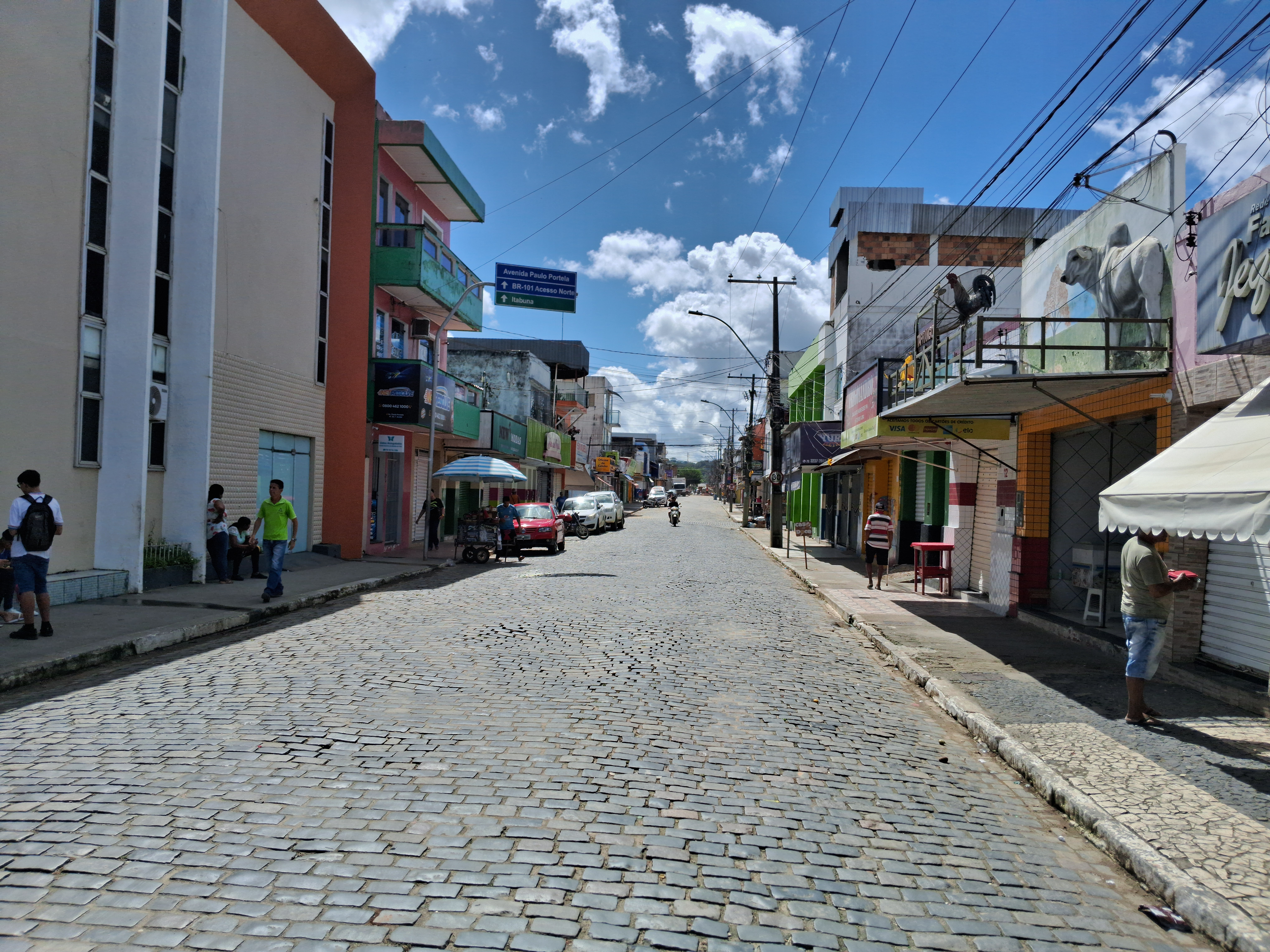
Avenida Paulo Portela, centro de comércio e principal avenida de Buerarema
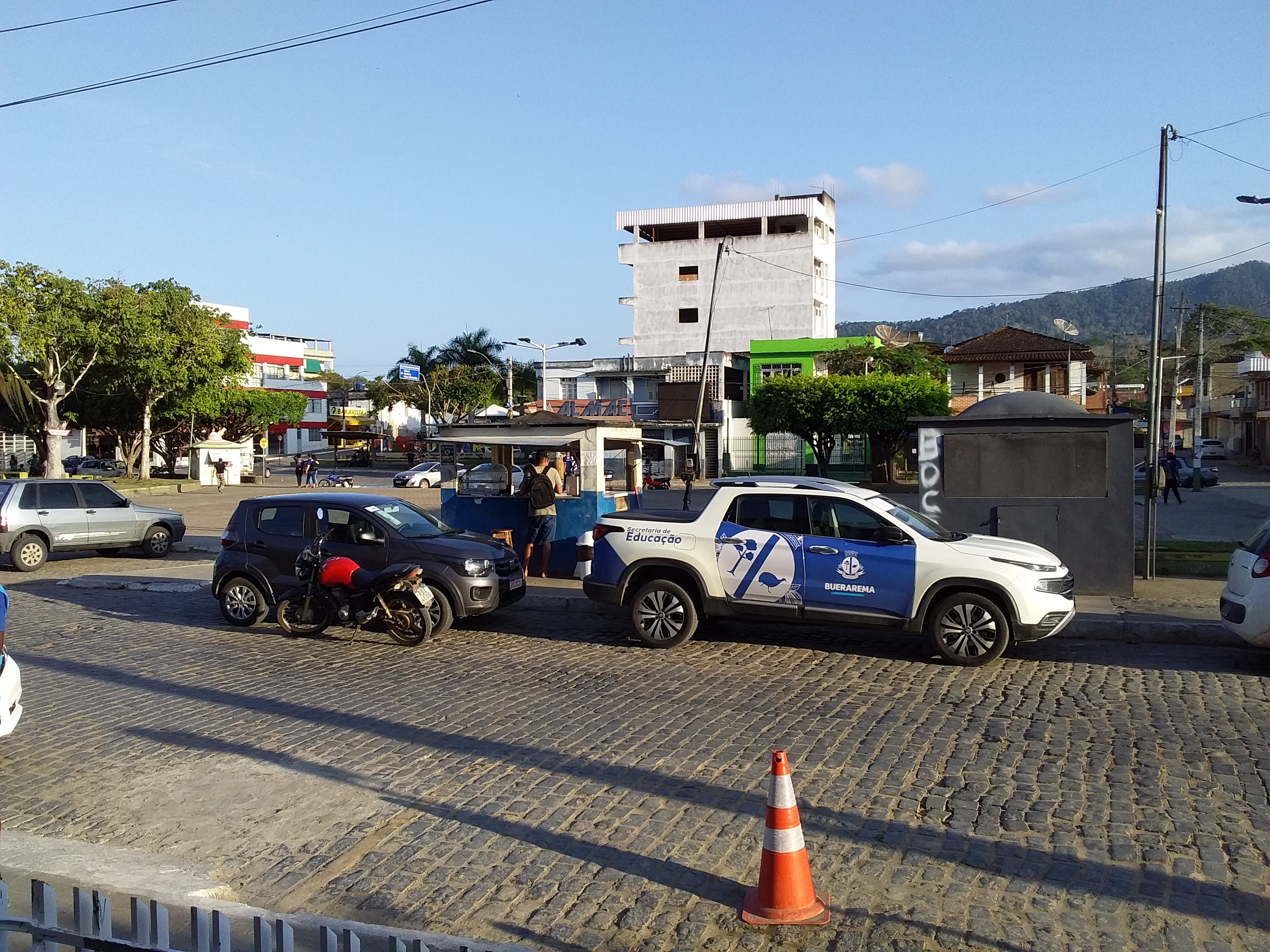
Praça Domingos Cabral à tarde

### Empresas
Buerarema conta com um pouco mais de 950 empresas ativas. As empresas mais comuns no município são as dos setores de serviços, comércio varejista, alimentos, logística e transporte, restaurantes, indústrias da transformação, construção e manufatura. No setor de serviços, são quase 400 empresas. A maior empresa é do setor de comércio atacadista de equipamentos elétricos, seguida da de um posto de combustíveis.

## Educação
Buerarema tem quase 30 escolas: duas estaduais (ambas de ensino médio), mais de 20 municipais, 25 de ensino fundamental e 4 privadas. A taxa de escolarização estava em 91,5% (de 6 a 14 anos) em 2010, segundo o IBGE. Em 2021, o município contava com 150 docentes no ensino fundamental e 27 no ensino médio. Não há universidades ou faculdades em Buerarema.

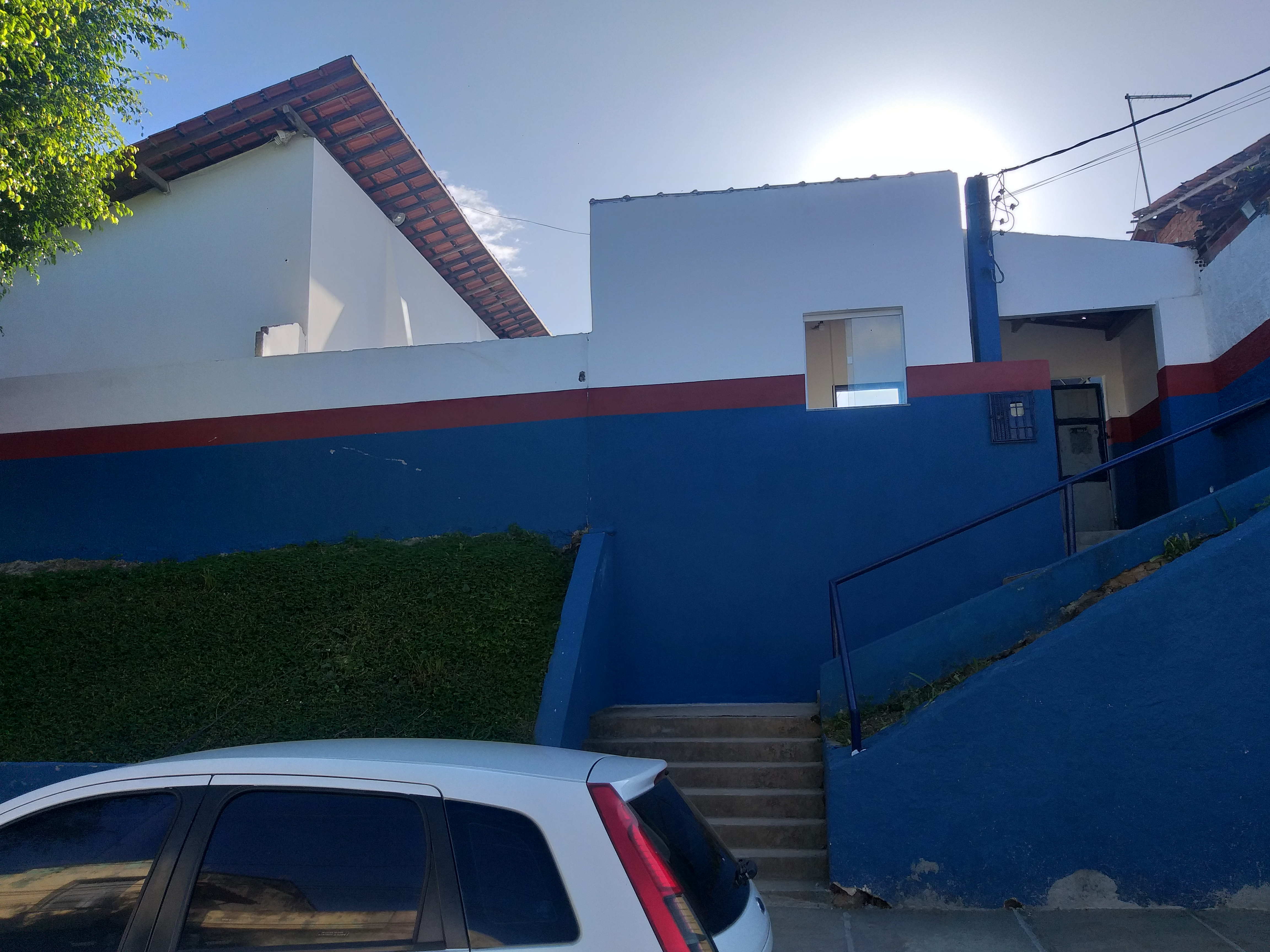
Colégio Estadual Enedina Oliva, uma das duas únicas escolas estaduais e de ensino médio de Buerarema

## Saúde
Buerarema conta com um pouco mais de dez estabelecimentos de saúde. O município tem apenas um hospital.
Com relação à mortalidade infantil, o município tinha 19,8 óbitos por mil nascidos vivos em 2020, segundo o Instituto Brasileiro de Geografia e Estatística (IBGE).

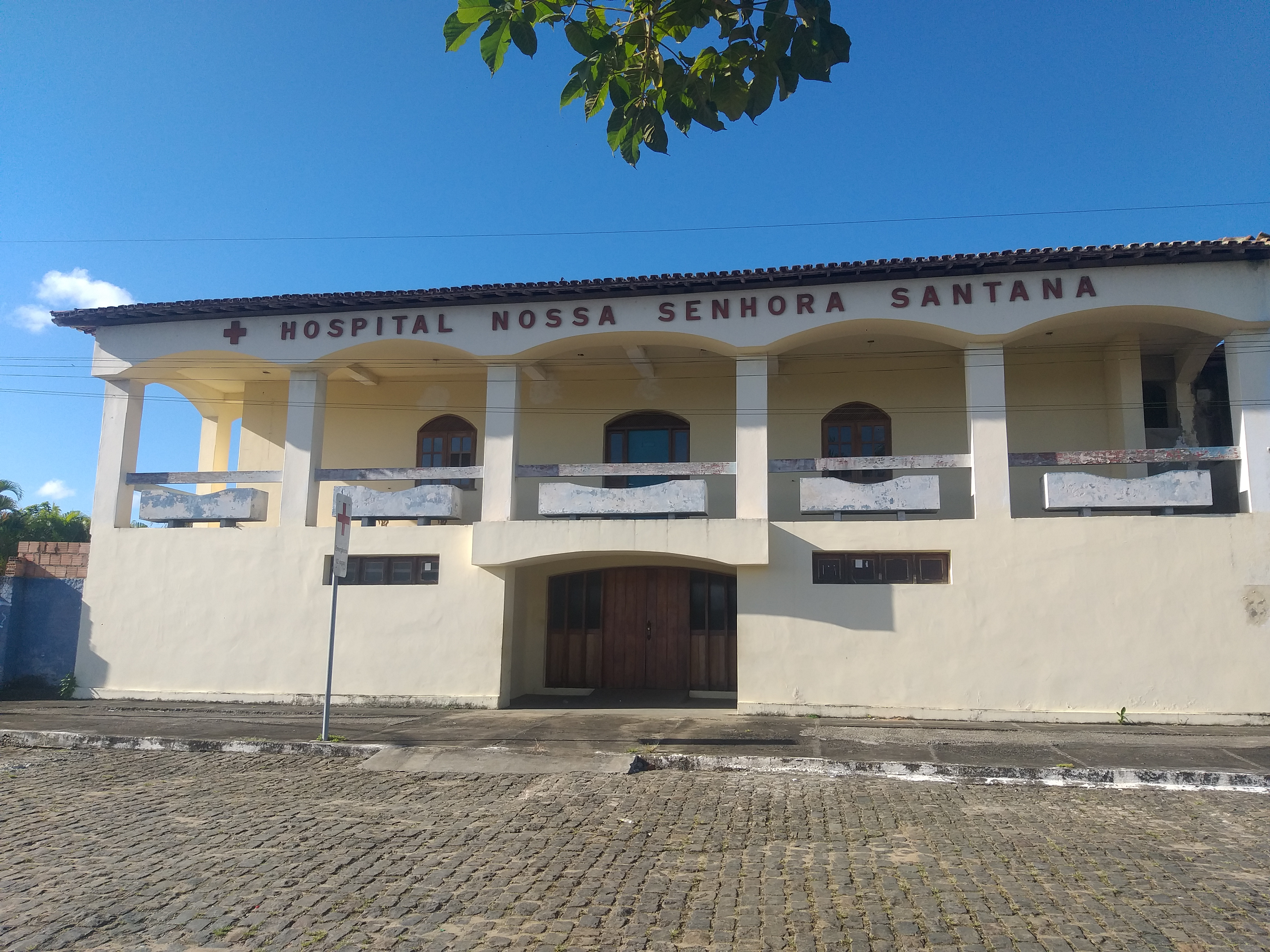
Hospital Nossa Senhora Santana, único hospital de Buerarema

### COVID-19
Até o início de 2023, Buerarema havia registrado 53 mortes por COVID-19, segundo a Secretaria Municipal de Saúde.

## Política e administração

### Poder Executivo
O prefeito de Buerarema é Gerivaldo Souza Freitas, também conhecido como Gel da Farmácia, do União Brasil, que assumiu o cargo em 2025 para seu primeiro mandato. A vice-prefeita é Thaiane Santos Pereira, do União Brasil.
O primeiro prefeito de Buerarema foi Paulo Portela, eleito em 1962 e empossado em 1963.

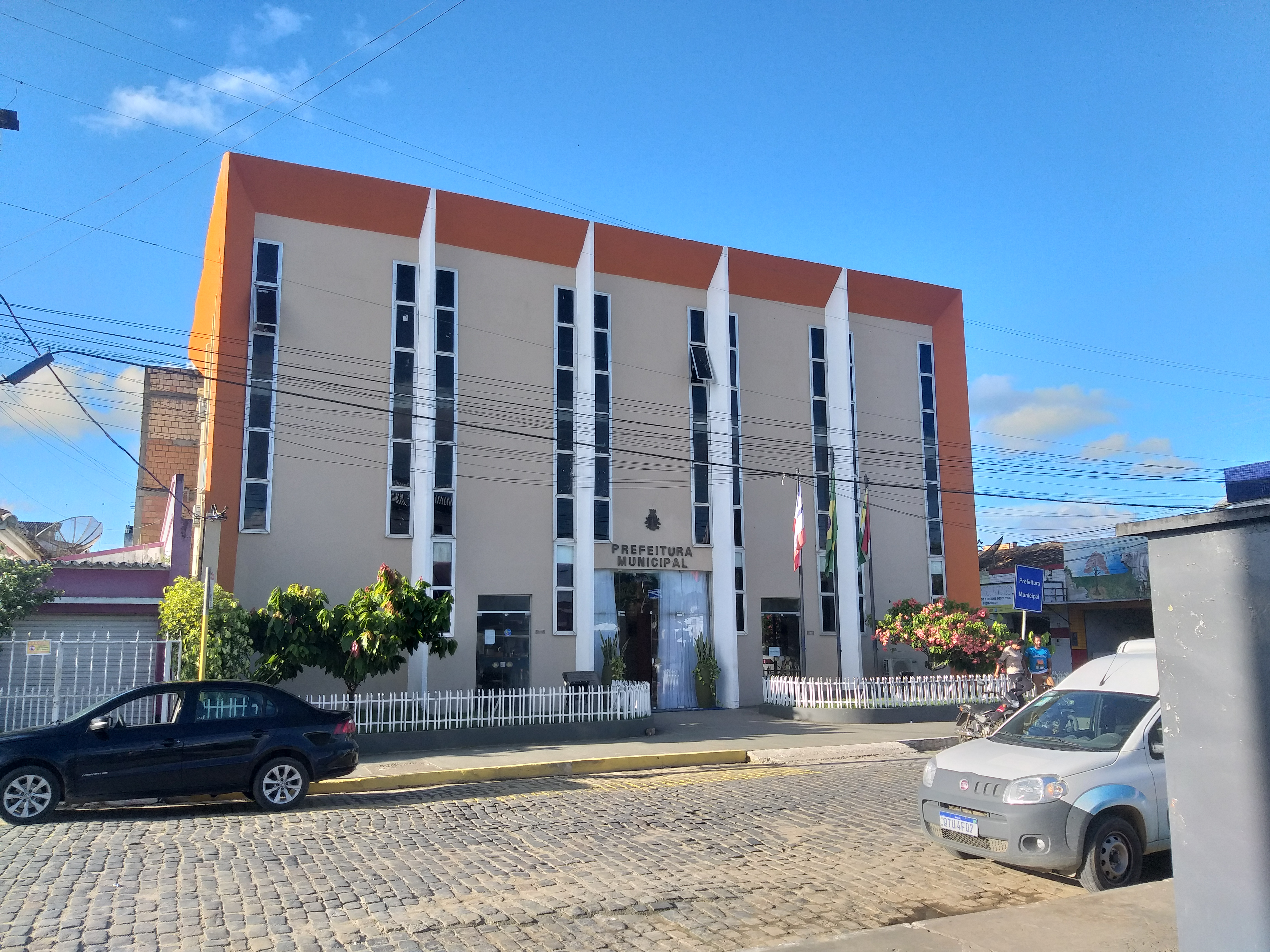
Prefeitura Municipal de Buerarema

### Poder Legislativo
A Câmara Municipal de Buerarema é composta por nove vereadores.

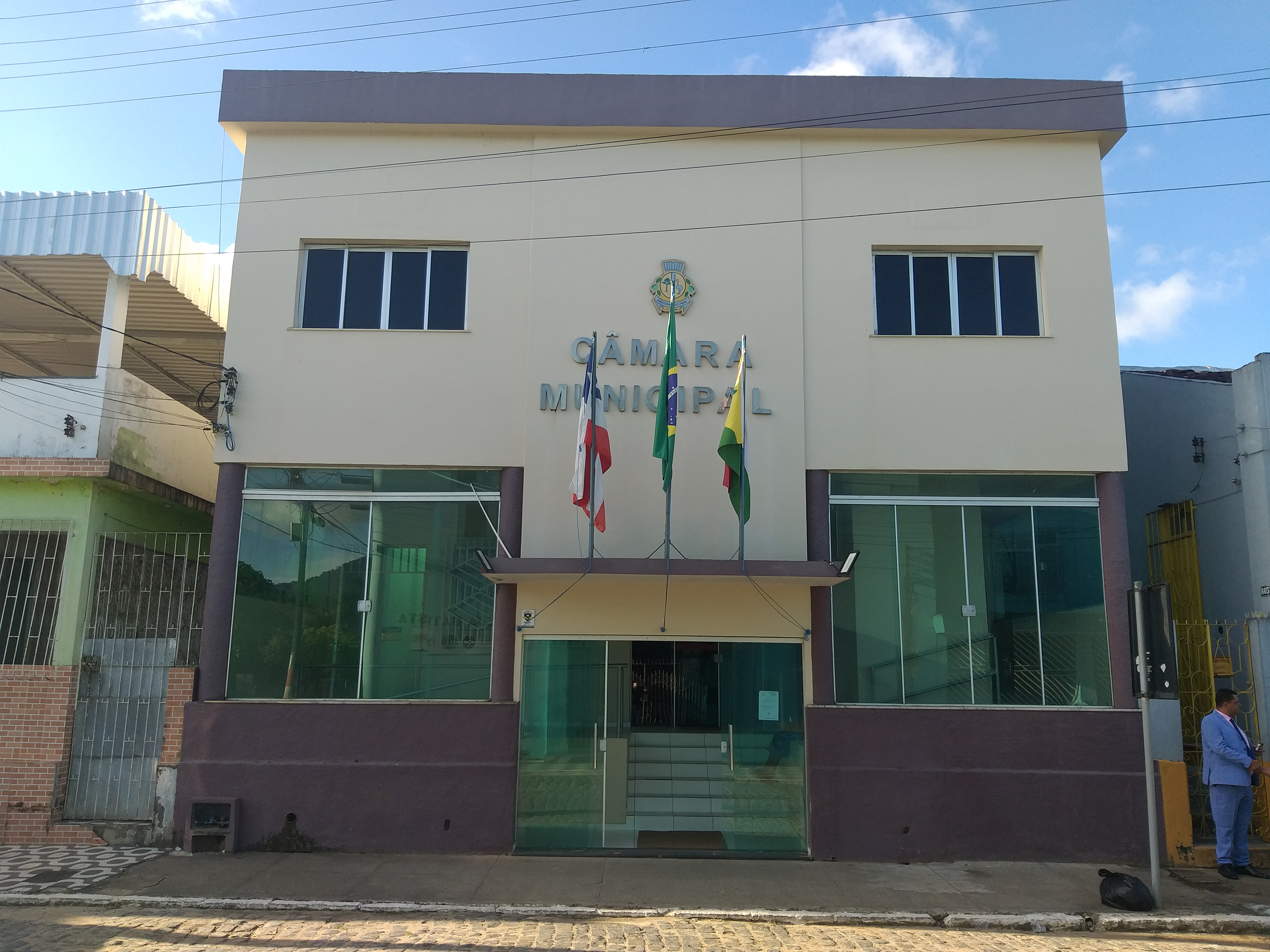
Câmara Municipal de Buerarema

## Transportes

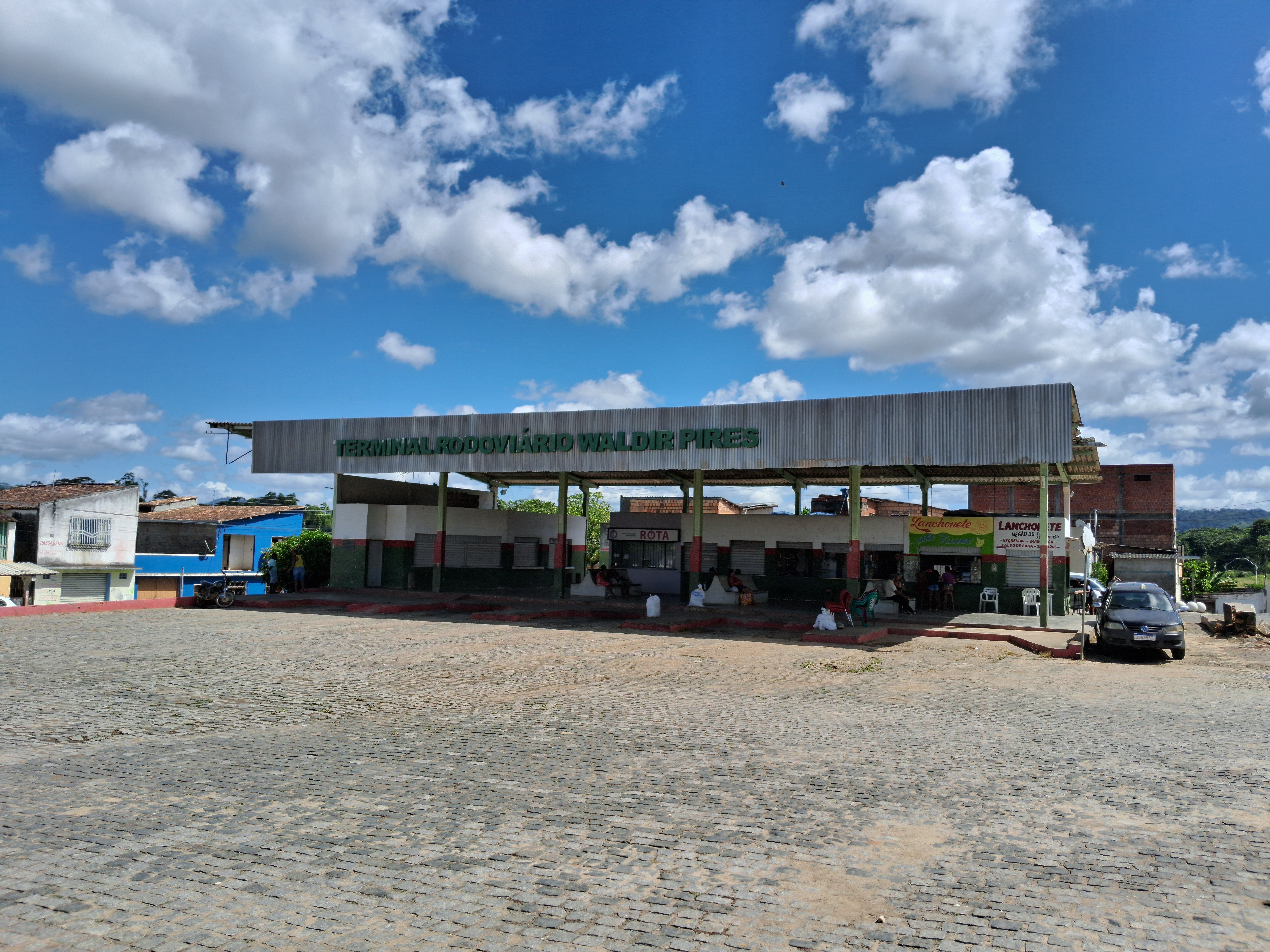
Terminal Rodoviário Waldir Pires

A cidade fica localizada às margens da BR-101, uma das principais rodovias do Brasil. Não há aeroporto. O aeroporto mais próximo da cidade é o Aeroporto Jorge Amado, no município de Ilhéus. Com relação a veículos motorizados, o meio de transporte mais comum é o automóvel.
Segundo o SENATRAN, em janeiro de 2023, Buerarema possuía uma frota de 3976 veículos, sendo 1486 automóveis, 173 caminhões, 14 micro-ônibus, 1480 motocicletas e 66 ônibus. Já em 2022, o município tinha 3966 veículos, sendo o automóvel o mais comum.
Buerarema possui um pequeno terminal rodoviário, localizado no centro da cidade, e dele partem ônibus para algumas cidades do sul da Bahia, como Itabuna, Camacan, Eunápolis, Porto Seguro, etc. Na estação rodoviária, há um guichê apenas, que é da Viação Rota, principal empresa que atua na cidade.

## Esporte
O futebol é o principal esporte praticado na cidade. O clube que representa a cidade é a Seleção de Buerarema, que revelou o futebolista baiano Neto Berola. O clube manda os seus jogos no Estádio Municipal Antônio Carlos Magalhães, também conhecido como Macucão.
Além do estádio de futebol, a cidade conta com um ginásio de esportes, que leva o nome do ex-prefeito Antônio Ferreira de Brito.

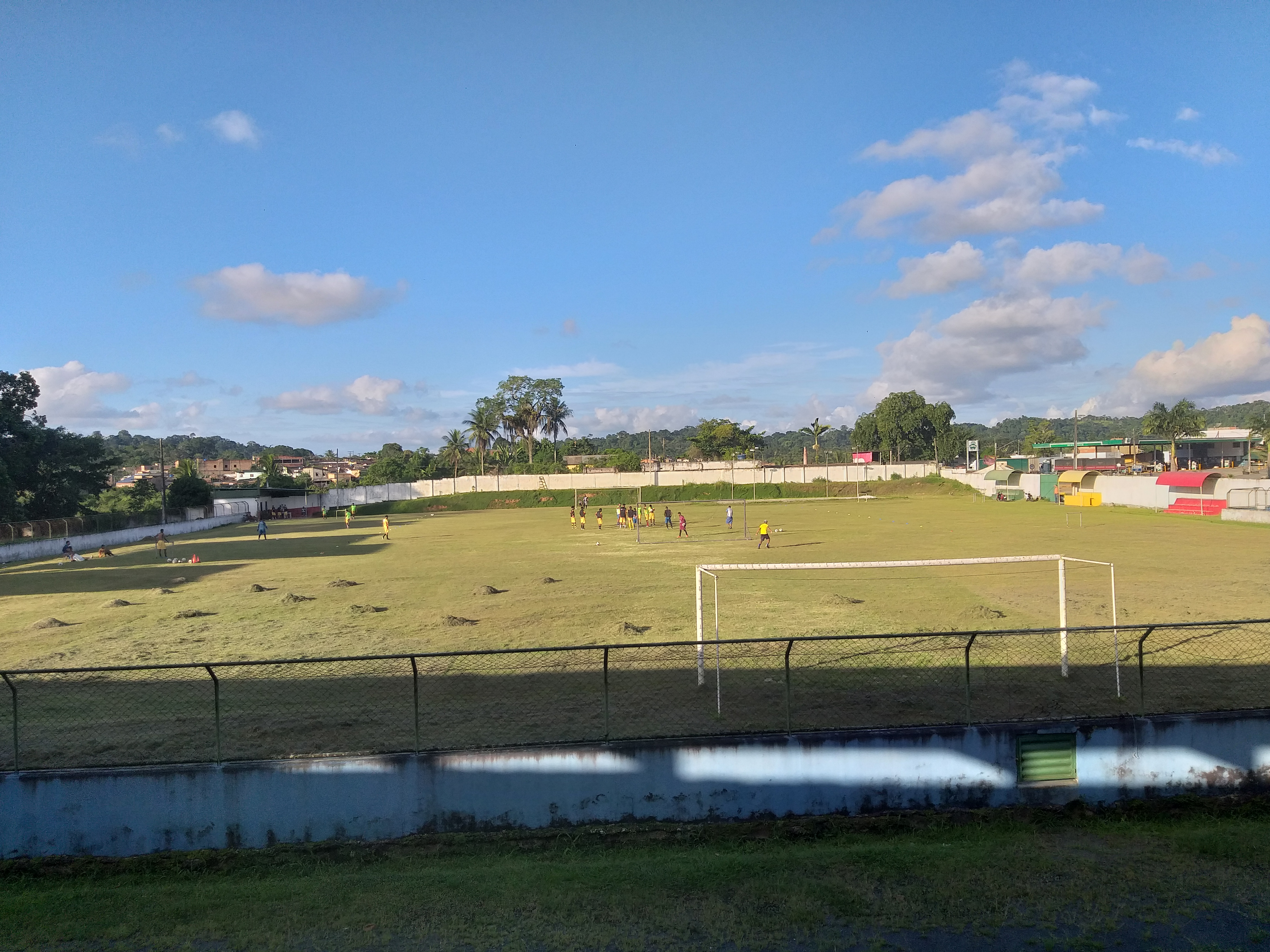
Estádio Municipal Antônio Carlos Magalhães
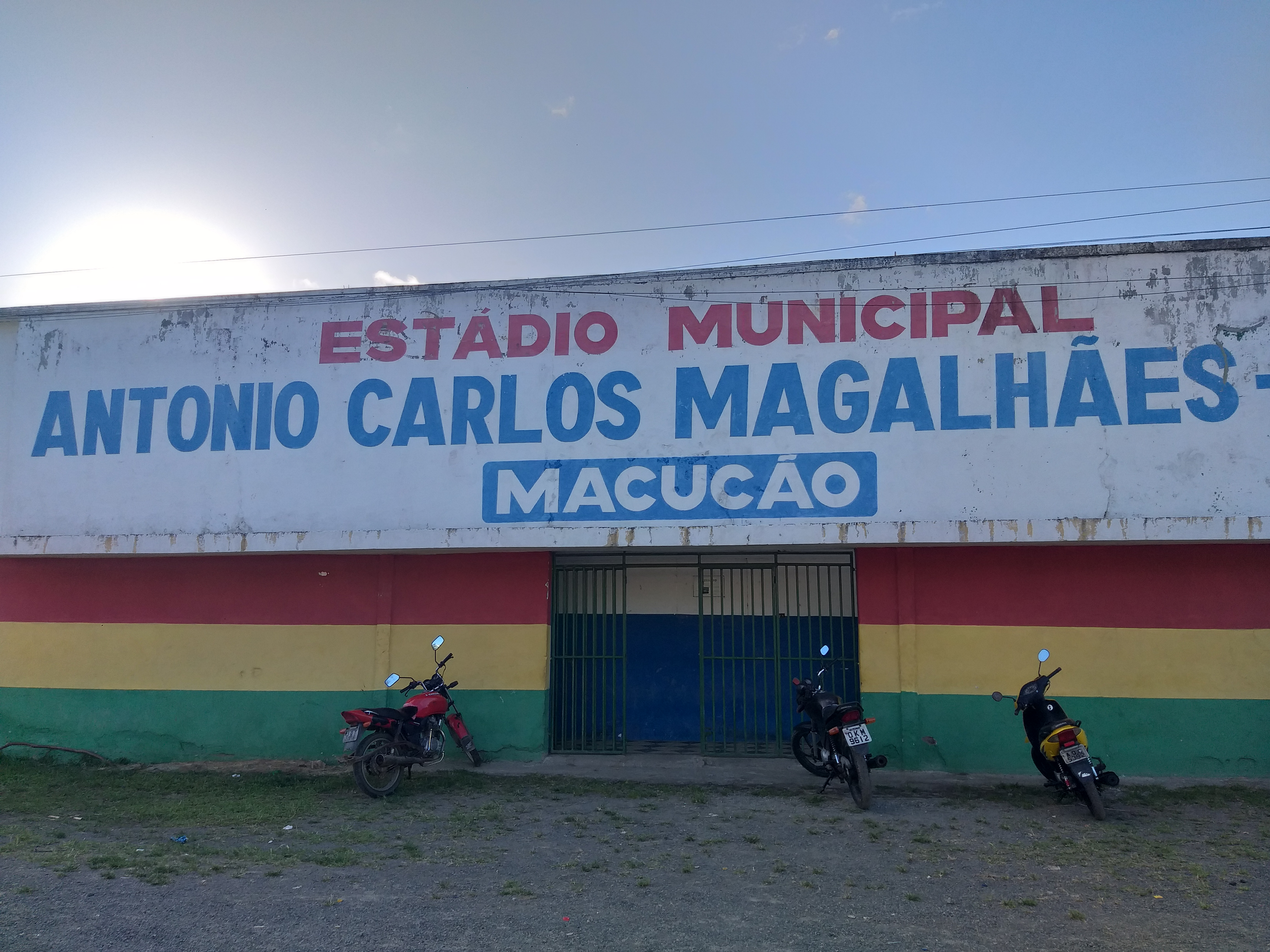

## Subdivisões

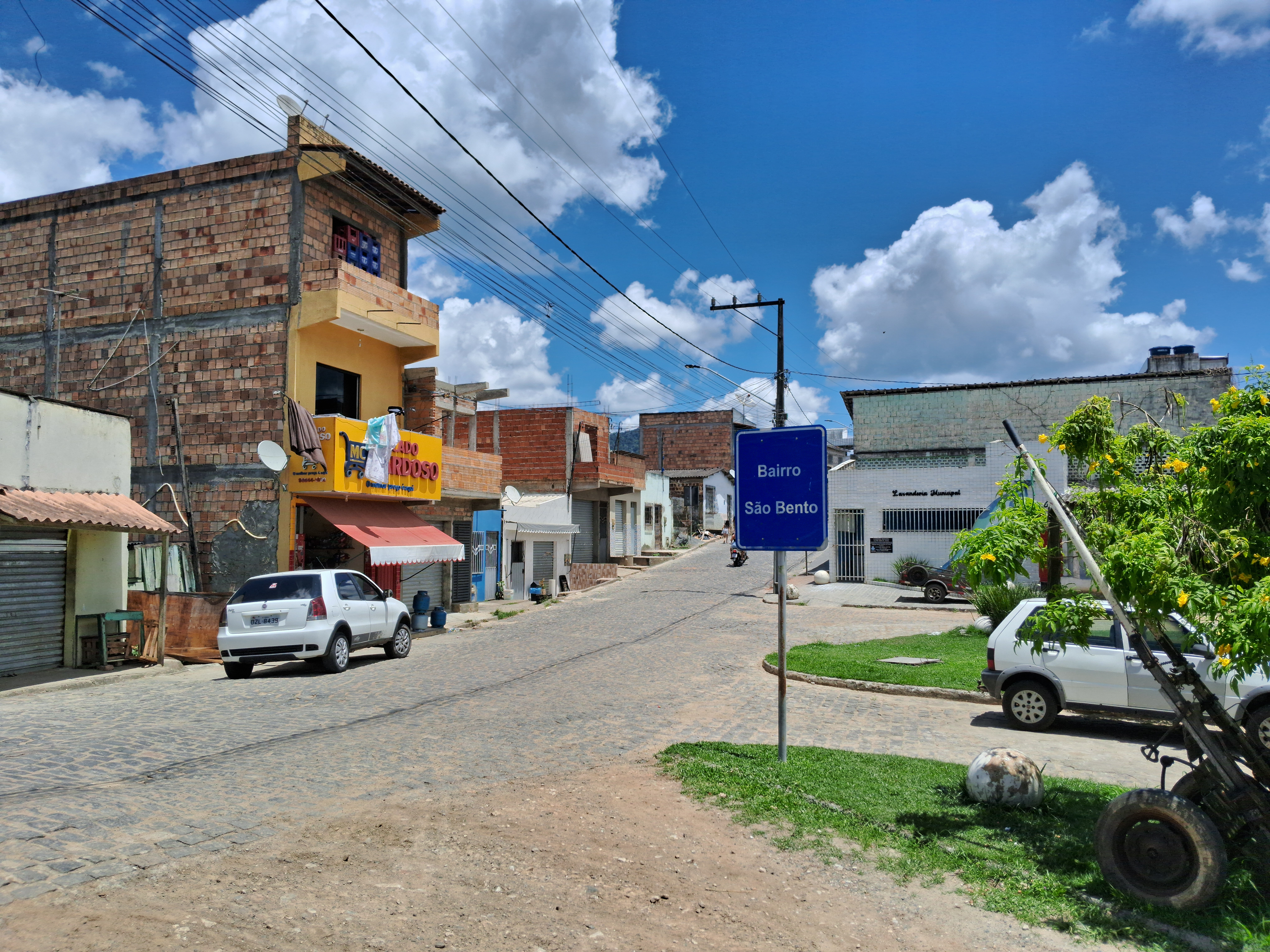
Bairro São Bento. À esquerda, Rua Sá Barreto

### Bairros
Buerarema tem nove bairros. Os bairros são:
- Centro
- Cosme e Damião
- Edmon Lucas
- Km2
- KM3
- Santa Helena
- Santo Antônio
- São Bento
- São Sebastião

Além dos bairros, Buerarema conta com uma vila: Vila Operária.

## Dados gerais
- DDD: 073.
- Tensão (volts): 127.
- Distância da capital estadual: 331 km (condução); 235 km (linha reta).
- Rodovia de acesso: BR-101.
- População: 18 605 (Censo 2010); 14 804 (Censo 2022).
- População urbana: 15 277 (2010).
- População rural: 3 328 (2010).
- Área: 219,487 km².
- Bioma: Mata Atlântica.
- PIB: R$ 208,9 milhões (2021).
- Número de vereadores: 11.[84][85][86][87][88][74][89][47]